# San Francisco Bay Area

Le contee che formano la San Francisco Bay Area

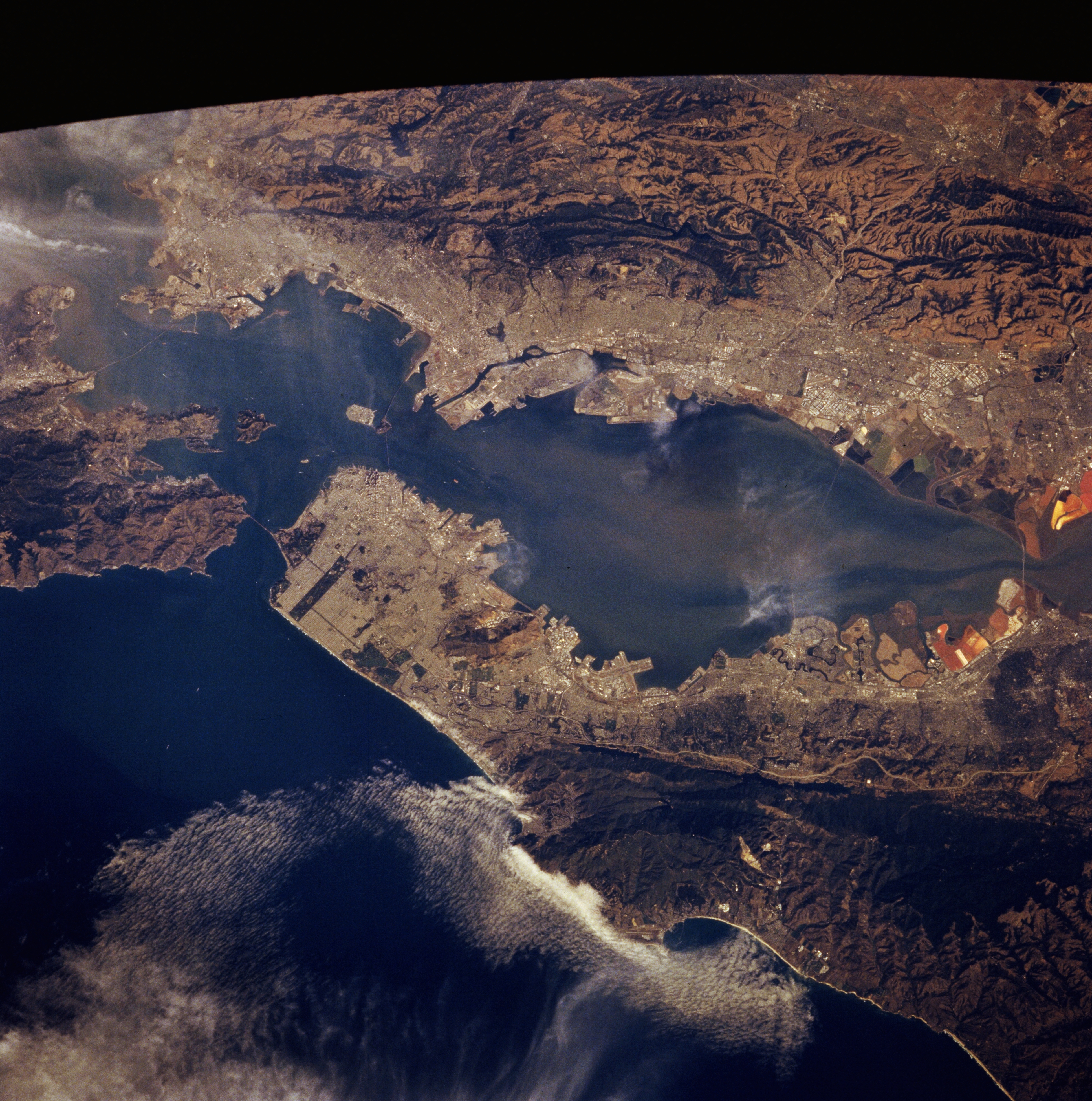
La Bay Area vista dallo spazio

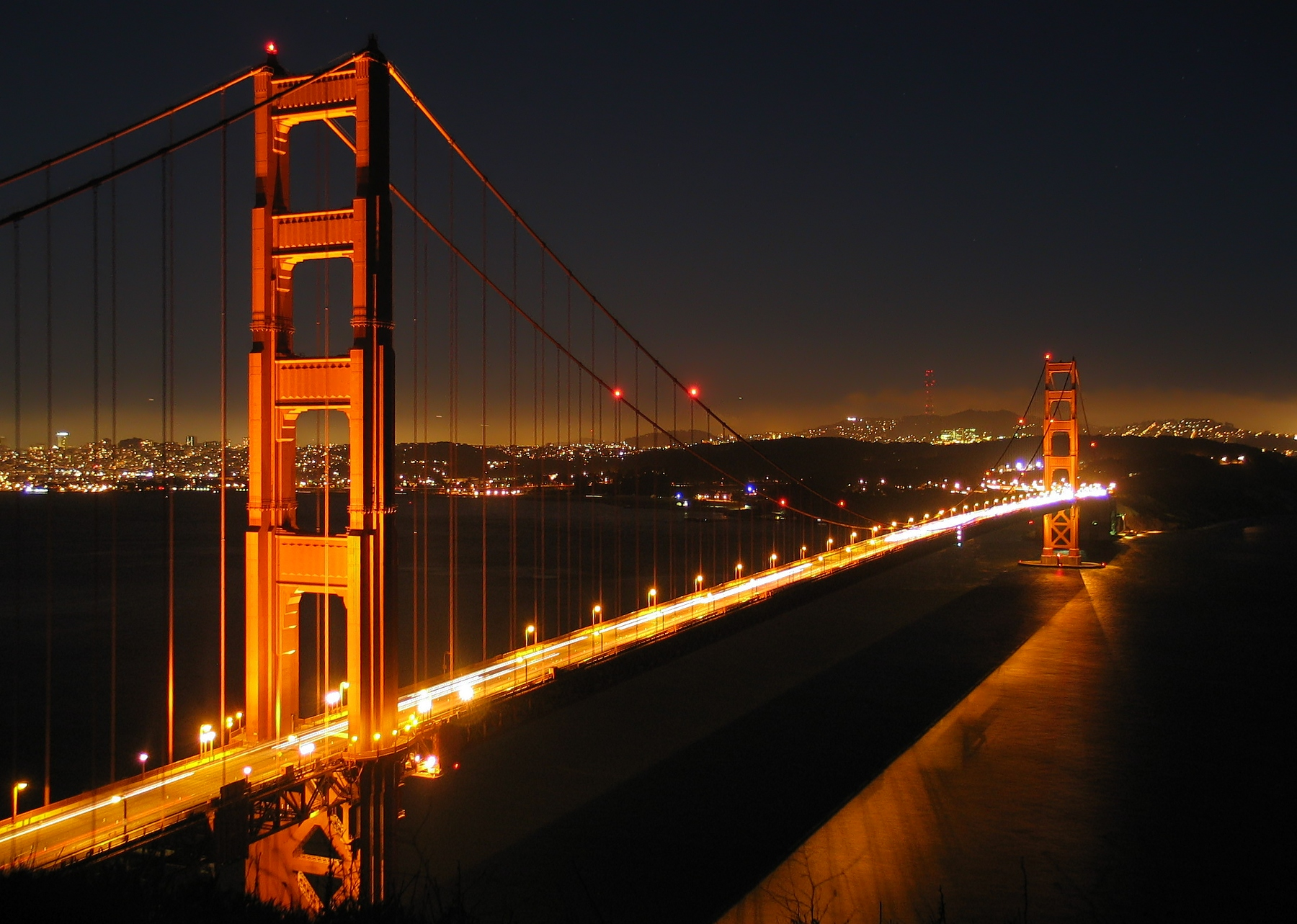
Il Golden Gate Bridge, un ponte sospeso che collega San Francisco con la contea di Marin. Si trova sul Golden Gate, lo stretto che unisce la baia di San Francisco con l'Oceano Pacifico

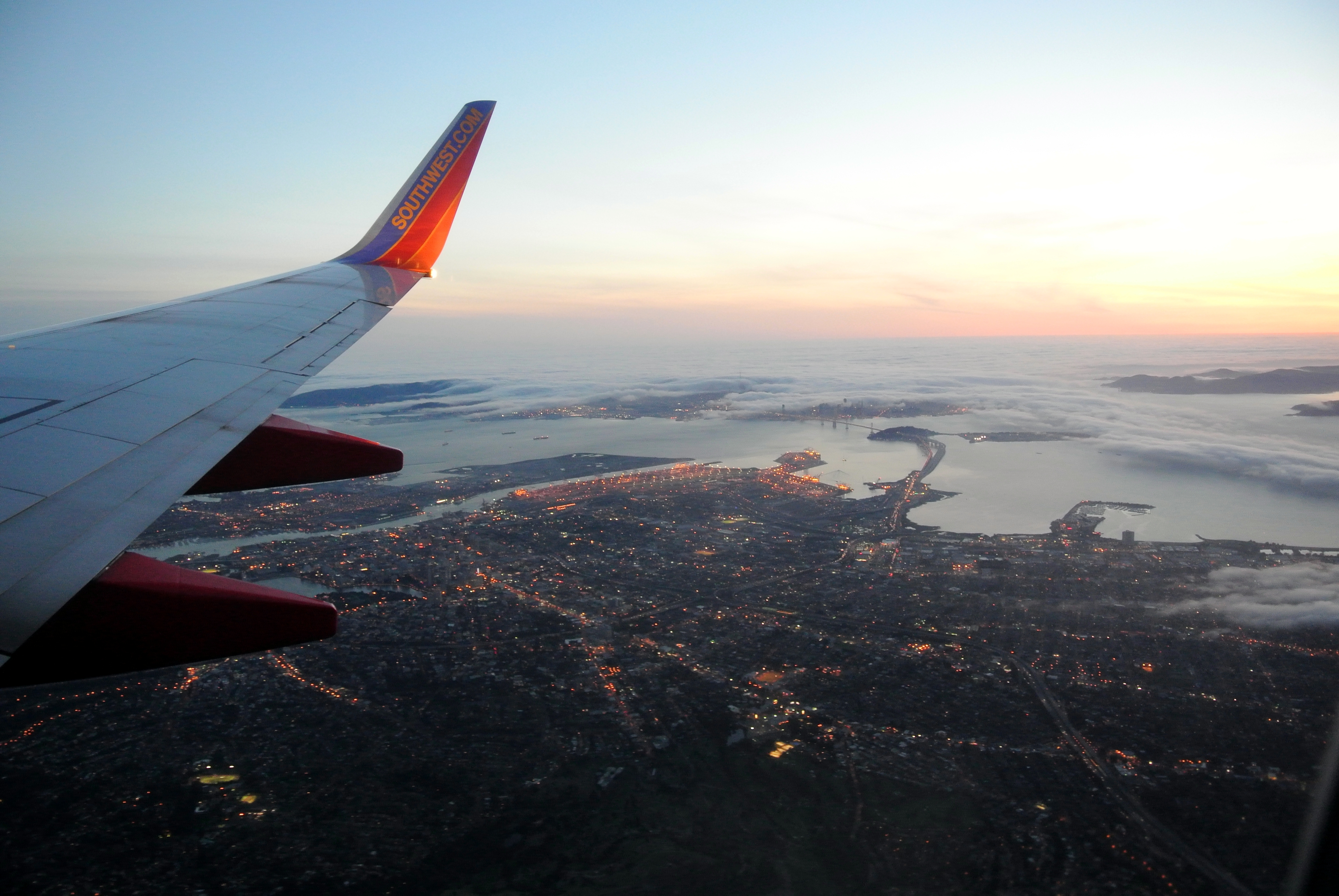
Berkeley, Emeryville, Oakland, Alameda e Bay Bridge viste dall'alto

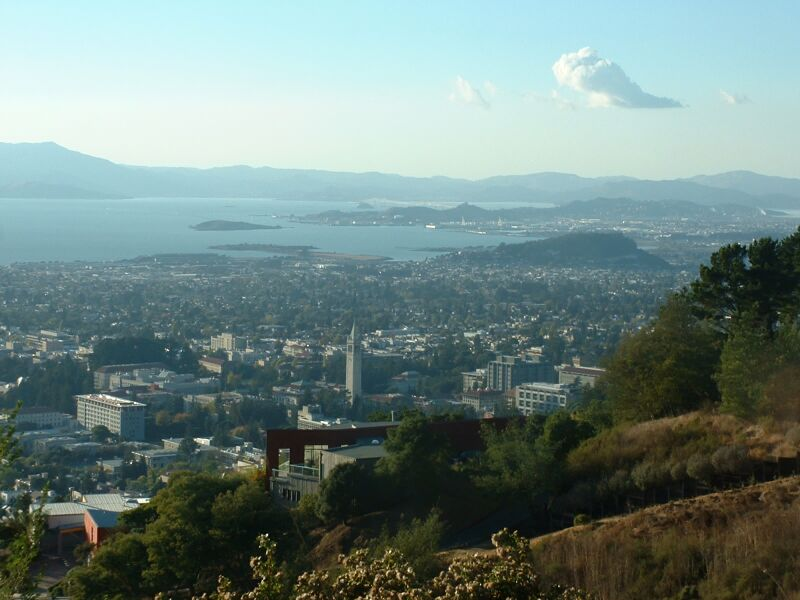
Panorama della città e dell'Università di Berkeley dal Claremont Canyon reserve

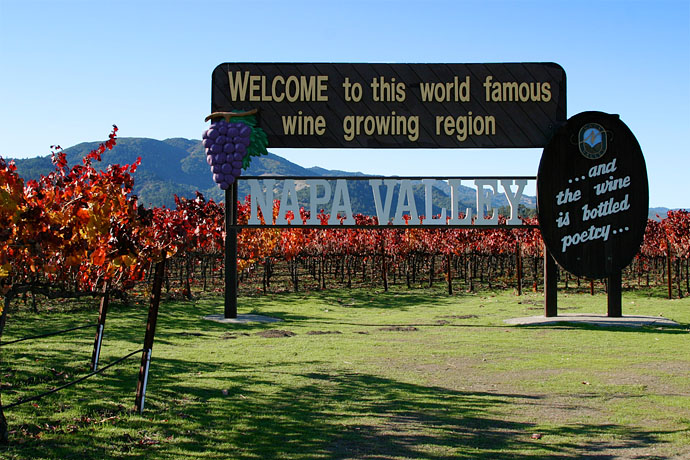
La Napa Valley, famosa per le sue produzioni vinicole

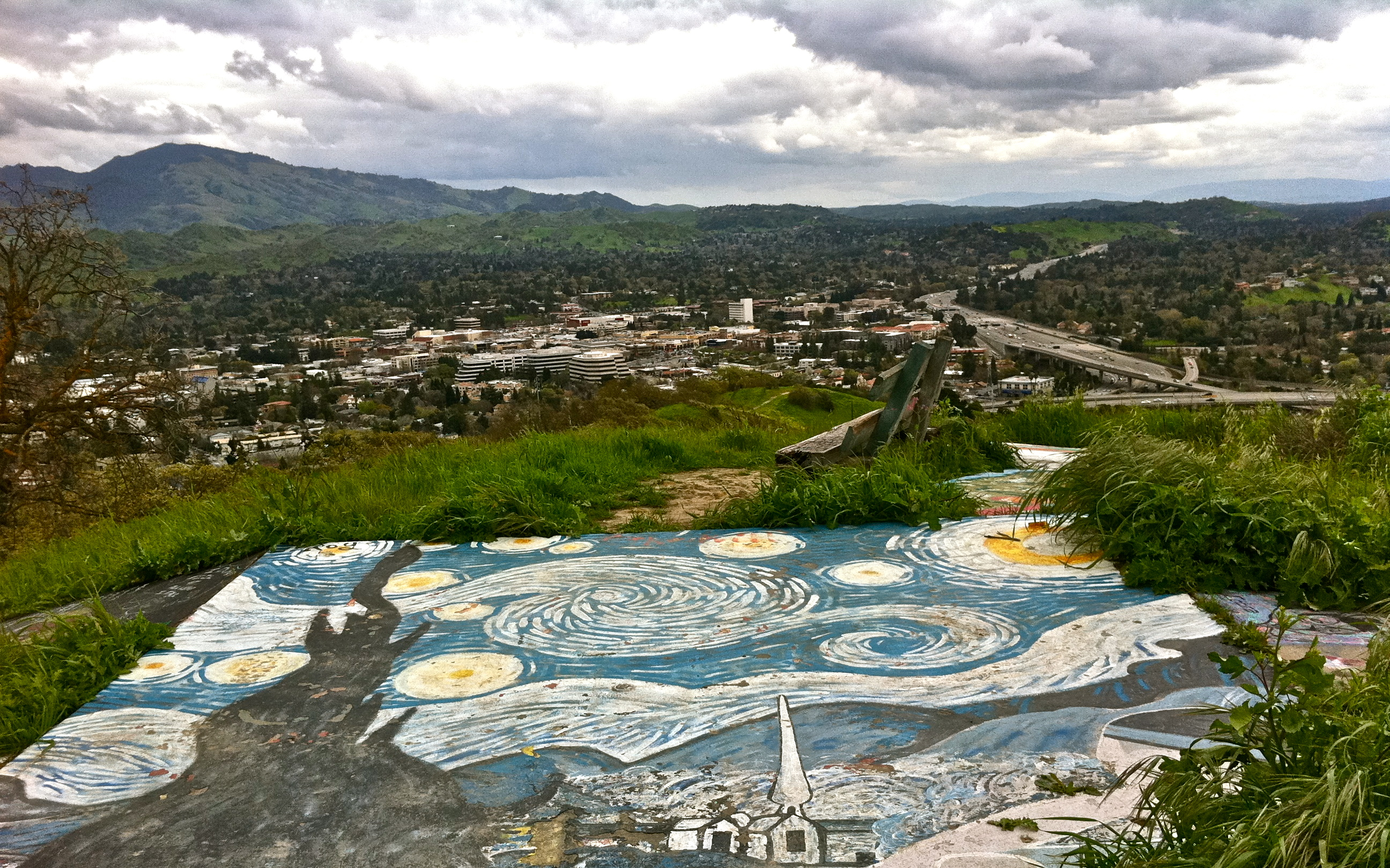
Panorama di Walnut Creek, centro economico principale della contea di Contra Costa

La San Francisco Bay Area (spesso abbreviato in inglese: The Bay Area; in spagnolo: Área de la Bahía de San Francisco), è un'area metropolitana statunitense che circonda la baia di San Francisco nella California centrale. Comprende nove contee ed è abitata da circa otto milioni di persone, che ne fanno la quinta area metropolitana degli Stati Uniti d'America, dopo quelle di New York, Los Angeles, Chicago e di Washington-Baltimora.
La regione viene tutt'oggi identificata con San Francisco, che è stata fino ad anni recenti la città più popolosa dell'area (venne superata da San Jose nel censimento del 1990) e rimane il suo tradizionale centro culturale. Per il resto, non esiste un unico centro di gravità e la popolazione si distribuisce tra diverse città ed aree suburbane.

## Subregioni

### San Francisco
San Francisco viene di solito collocata in una categoria a sé stante, sia dal punto di vista geografico, sia da quello culturale. La città si trova su una penisola ed è quindi per tre lati (ovest, nord, est), delimitata dall'acqua dell'Oceano Pacifico e della baia. L'immaginario, poi, spesso considera ben più di un normale limite di contea il confine che, a sud, la separa dalle città vicine. San Francisco un tempo era il centro economico e la città più popolata della regione. Superata da San Jose come numero di abitanti, rimane la "capitale" finanziaria e culturale della Bay Area, il suo maggiore polo turistico ed il cuore della vita notturna regionale.

### L'East Bay
La parte orientale della baia è caratterizzata dalla presenza della grande città di Oakland, ma comprende pure i centri di Alameda, Berkeley, Fremont, Livermore, Hayward e diverse città minori. Viene chiamata East Bay. Questa subregione è divisa in due sezioni, Inner East Bay, che si trova sulle rive della Baia e Outer East Bay, separata dalla prima da colline e montagne ed estesa nell'entroterra.
- La Inner East Bay comprende Oakland, Hayward, Fremont, Berkeley, oltre a centri più piccoli come Emeryville, San Leandro e Richmond. Rispetto al resto della subregione, l'Inner East Bay è più urbanizzato ed ha una popolazione molto più composita dal punto di vista etnico. Oakland ospita il porto principale della regione. Come altre zone urbanizzate, l'Inner East Bay ha diversi problemi sociali ed una criminalità sensibilmente elevata. Secondo i dati forniti dall'FBI, più del 50% di tutti gli omicidi avvenuti nella Bay Area nel corso del 2002 sono stati commessi entro i confini cittadini di Oakland e Richmond.
- La Outer East Bay comprende a nord (zona detta Central Contra Costa County) le città di Walnut Creek, Concord e Pleasant Hill e a sud (area chiamata anche Livermore-Amador Valley oppure Tri-Valley), Dublin, Pleasanton, Livermore, Danville e San Ramon, insieme ad altre città minori, come Alamo e Orinda. Questi centri sono collegati con il resto della regione dalla BART, da autostrade e dal Caldecott Tunnel. La Outer East Bay, il cui sviluppo edilizio è partito dopo la seconda guerra mondiale, presenta diverse zone agricole e suburbane.

### La South Bay
I centri che si trovano lungo la costa meridionale della baia sono noti come South Bay, Santa Clara Valley e Silicon Valley, anche se nelle citate definizioni rientrano anche città geograficamente appartenenti alla Penisola di San Francisco e all'East Bay. Questa subregione ha come città principale San Jose attorniata da diversi sobborghi come Gilroy. Sono presenti centri famosi per l'alta tecnologia come Santa Clara, Cupertino e Sunnyvale.

### La Penisola di San Francisco
La zona compresa tra la South Bay e San Francisco è conosciuta come Penisola di San Francisco, per i locali The Peninsula. Questa subregione consiste in una serie di piccoli centri e comunità suburbane che si trovano sul versante della Baia come Palo Alto, Mountain View, Daly City, San Mateo, Redwood City e Foster City. Verso l'Oceano Pacifico si trovano Pacifica ed Half Moon Bay.

### La North Bay
La zona a nord del Golden Gate Bridge è nota come North Bay. Consiste nella contea di Marin e si estende a nord nelle contee di Sonoma e Napa e ad est verso la contea di Solano. È la parte meno urbanizzata della Bay Area, con una sensibile porzione del territorio destinata all'agricoltura o a parco naturale. Con qualche eccezione, si tratta anche di una zona molto benestante. È anche l'unica parte della Bay Area non servita da una linea metropolitana, anche se quella Sonoma-Marin è in fase di progettazione. La mancanza di servizi per il trasporto è dovuta soprattutto alla scarsa densità della popolazione nella North Bay ed al fatto che questa zona è separata dal resto della Bay Area. Uniche vie di comunicazione sono il Golden Gate Bridge (con San Francisco), i ponti Richmond-San Rafael e Carquinez (per Richmond) ed il Benicia Bridge, che porta a Concord.

## Istituti d'istruzione superiore
La Bay Area ospita numerose università e seminari. I centri universitari più noti sono il campus della Università della California - Berkeley, la San Jose State University e l'Università di Stanford.
| Pubbliche - Università della California - Berkeley - Università della California, San Francisco - Università della California, Santa Cruz - Hastings College of the Law - California Maritime Academy - California State University, East Bay (Precedentemente CSU Hayward) - City College of San Francisco - San Francisco State University - San José State University - Sonoma State University - College of Marin - Santa Rosa Junior College - Diablo Valley College - Foothill College - DeAnza College - Ohlone College - Chabot College Seminari - Fuller Theological Seminary (vedi anche Fuller Northern California) - Golden Gate Baptist Theological Seminary - Graduate Theological Union - Saint Patrick Seminary | Private - Academy of Art University - American College of Traditional Chinese Medicine - The Arts Institute International - California College of the Arts - California Culinary Academy - California Institute of Integral Studies - Culinary Institute of America at Greystone - Golden Gate University - Holy Names University - John F. Kennedy University - Mills College - National Hispanic University - New College of California - Notre Dame de Namur University - Presidio School of Management - Saint Mary's College of California - San Francisco Art Institute - San Francisco Conservatory of Music - Santa Clara University - Saybrook Graduate School and Research Center - Silicon Valley College - Stanford University - University of San Francisco - University of the Pacific |  |

## Trasporti
Bay Area Rapid Transit è un sistema di trasporto pubblico su rotaia che opera nella San Francisco Bay Area. Collega principalmente le città di San Francisco, Oakland, Berkeley, Daly City, Richmond, Fremont, Hayward, Walnut Creek, e Concord. Tramite questo servizio è servito anche l'Aeroporto Internazionale di San Francisco e, tramite invece un servizio di autobus, lAirBART, quello di Oakland.